# Luna (astrologia)

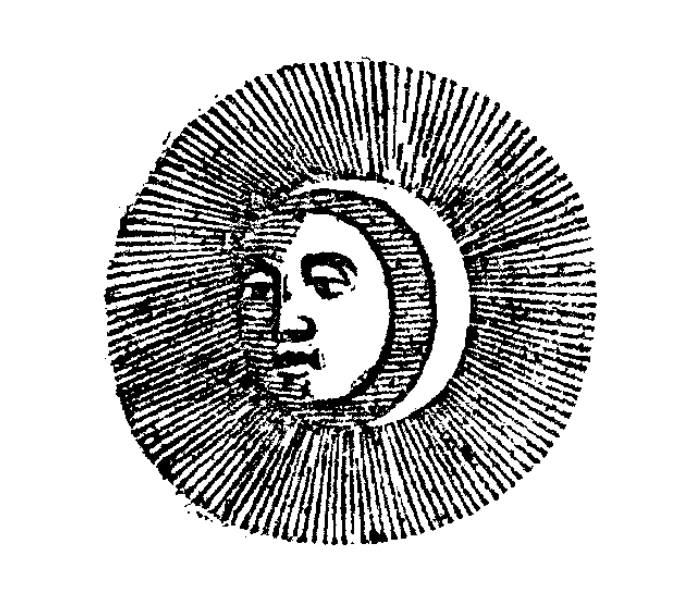
La Luna in un disegno di Ottavio Beltrano in una ristampa del celebre Almanacco di Rutilio Benincasa (1720)

La Luna, l'unico satellite naturale della Terra, in astrologia è considerato un pianeta, uno dei due luminari assieme al Sole, e indica l'inconscio, i lati più nascosti dell'individuo, la sensibilità, i sentimenti, la fantasia, le abitudini, le reazioni, gli istinti, i sogni, l'infanzia, la memoria, la casa, la famiglia, la fertilità; per analogia governa le acque, le moltitudini di gente, le tradizioni ancestrali dei popoli, le capacità intuitive e talora chiaroveggenti.
Rappresenta in particolare la parte recettiva e femminile delle persone, il comportamento emotivo e spontaneo. È la notte con i suoi sogni, ed è complementare del Sole, pianeta maschile, diurno e attivo, a cui si contrappone con la sua femminilità e passività.

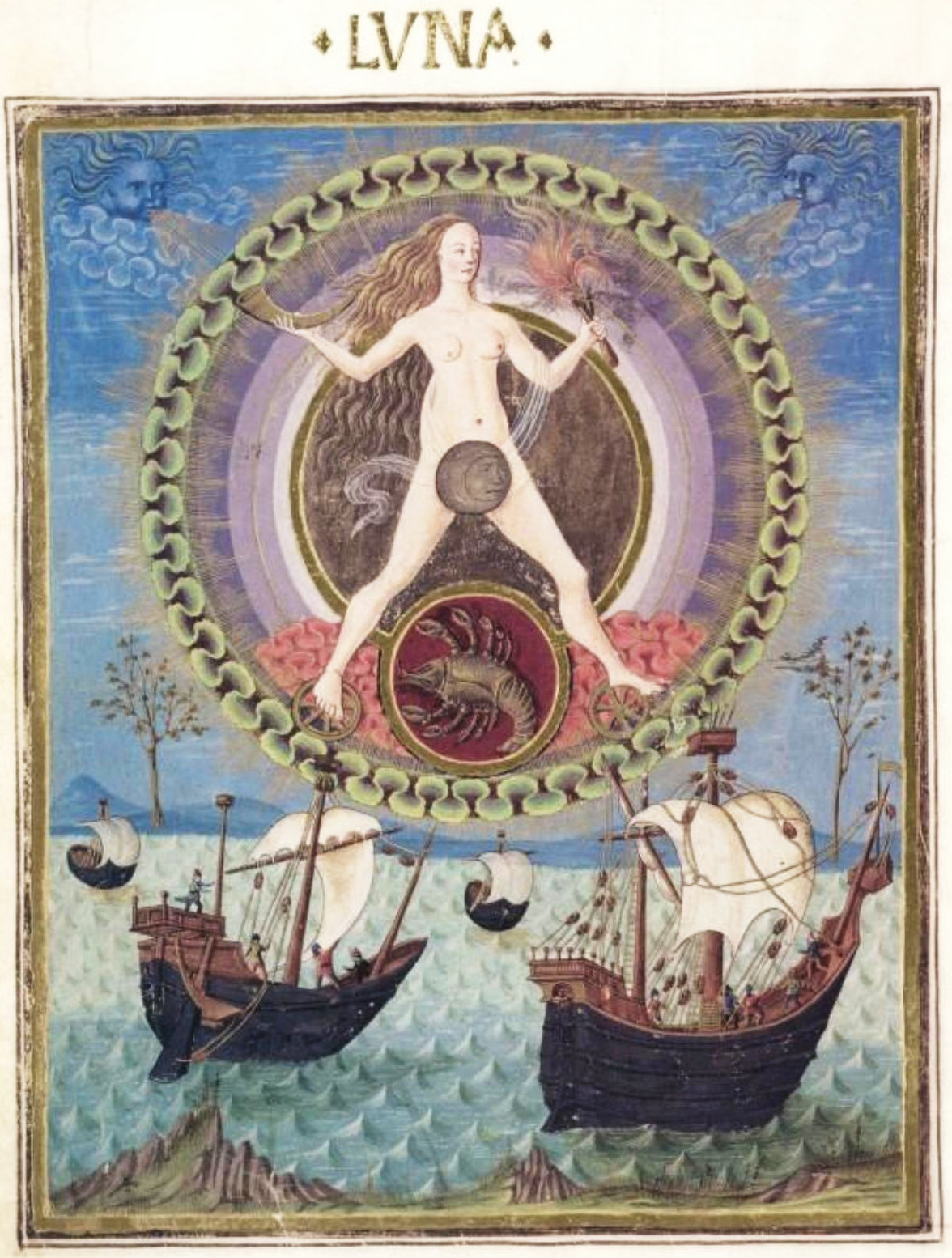
Personificazione della Luna (miniatura dal codice astrologico De Sphaera, Biblioteca Estense, Modena), protettrice dei marinai e dei viaggi per mare.

La sua interpretazione in un tema natale simboleggia la madre, dando informazioni sul tipo di rapporto del soggetto con quest'ultima; nel caso di un oroscopo femminile indica anche come viene interpretato il proprio ruolo di madre, mentre in un tema maschile dà informazioni sul tipo di donna ideale.

## Caratteristiche e posizioni
La Luna è il luminare governatore del segno del Cancro, suo domicilio diurno e notturno, con la relativa IV casa astrologica o Imum Coeli, attinente alla famiglia e al focolare domestico. Caratteristiche tipiche del Cancro sono romanticismo, sensibilità, affetto materno e protettivo, passione ed emozione (contrapposti alla razionalità), timidezza, per analogia umidità, e sono proprio queste le caratteristiche peculiari di questo pianeta.

Simbolo astrologico della Luna

La Luna è in esaltazione in Toro, in esilio in Capricorno, in caduta in Scorpione. Sebbene la tradizione attribuisca l'esaltazione della Luna nel segno del Toro, una parte dell'astrologia moderna, a seguito della revisione delle esaltazioni proposta da Lisa Morpurgo, considera l'esaltazione nei Pesci e la caduta nel segno della Vergine.
Dal punto di vista medico e anatomico, la Luna presiede allo stomaco, alla digestione, alla linfa, ai liquidi corporei, al gran simpatico, alle funzioni femminili, ed è perciò responsabile di eventuali disturbi in questi ambiti.
Tra i metalli governa l'argento, ed è associata in generale a tutto ciò che è fluido, ad esempio al mare, alle maree, alla navigazione, e per estensione al ritmo del tempo, in particolare quello ciclico. Ispira inoltre l'immaginario, l'inconscio e le opinioni collettive, la letteratura.
È il luminare minore dello zodiaco, l'altro essendo il Sole, e gli aspetti che intercorrono tra questi due pianeti ci informano sulle difficoltà di armonizzazione tra le due parti maschile e femminile dell'individuo.
In quanto satellite della Terra, la Luna è l'unico pianeta dello zodiaco a non ruotare intorno al Sole. La rivoluzione lunare attorno alla Terra si completa in circa 28 giorni, il che significa che il segno zodiacale in cui transita la Luna cambia ogni 2-3 giorni circa: da una prospettiva geocentrica essa è quindi la più veloce tra i pianeti.

### Il geroglifico lunare

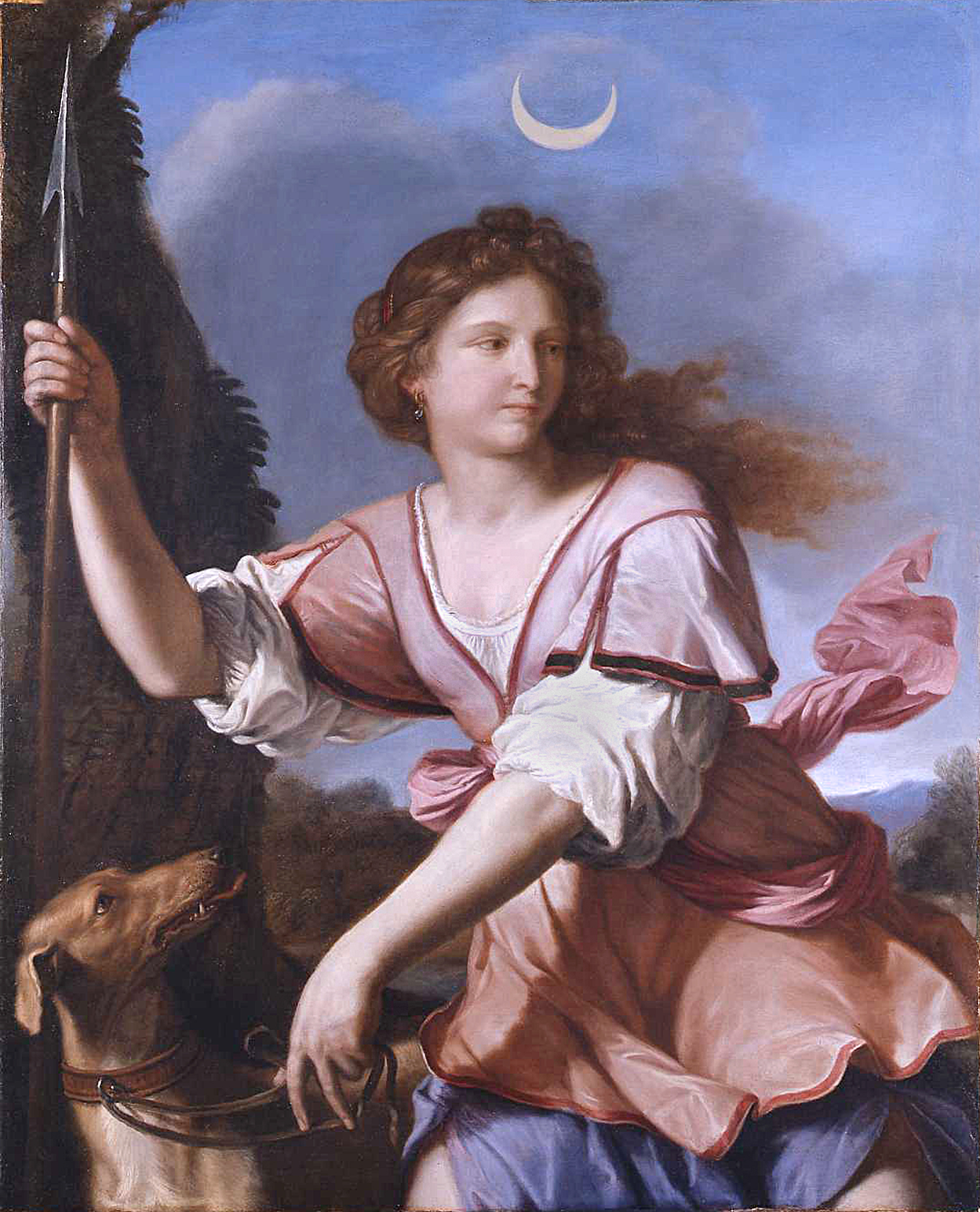
La dea Diana sormontata da una falce di Luna assimilabile all'aspetto di due corna, in un quadro del Seicento di Guercino.

Come il glifo del Cancro, suo domicilio, quello della Luna rimanda a un rapporto di dualità o di polarità tra due opposti.
La sua forma di falce, infatti, poteva essere talora assimilata all'aspetto di due corna, soprattutto bovine, quale diadema di divinità cornute, come ad esempio dell'egizia Hathor, Vacca celeste riconducibile alla Grande Madre, dal carattere ambivalente in quanto dispensatrice sia di vita che di morte.
Secondo Mircea Eliade sussisterebbe in proposito una sorta di «metafisica della Luna» incentrata sui concetti di contrapposizione, dualismo, ciclicità, come pure ricomposizione dei contrari, che hanno ispirato le varie mitologie e simbolismi lunari.

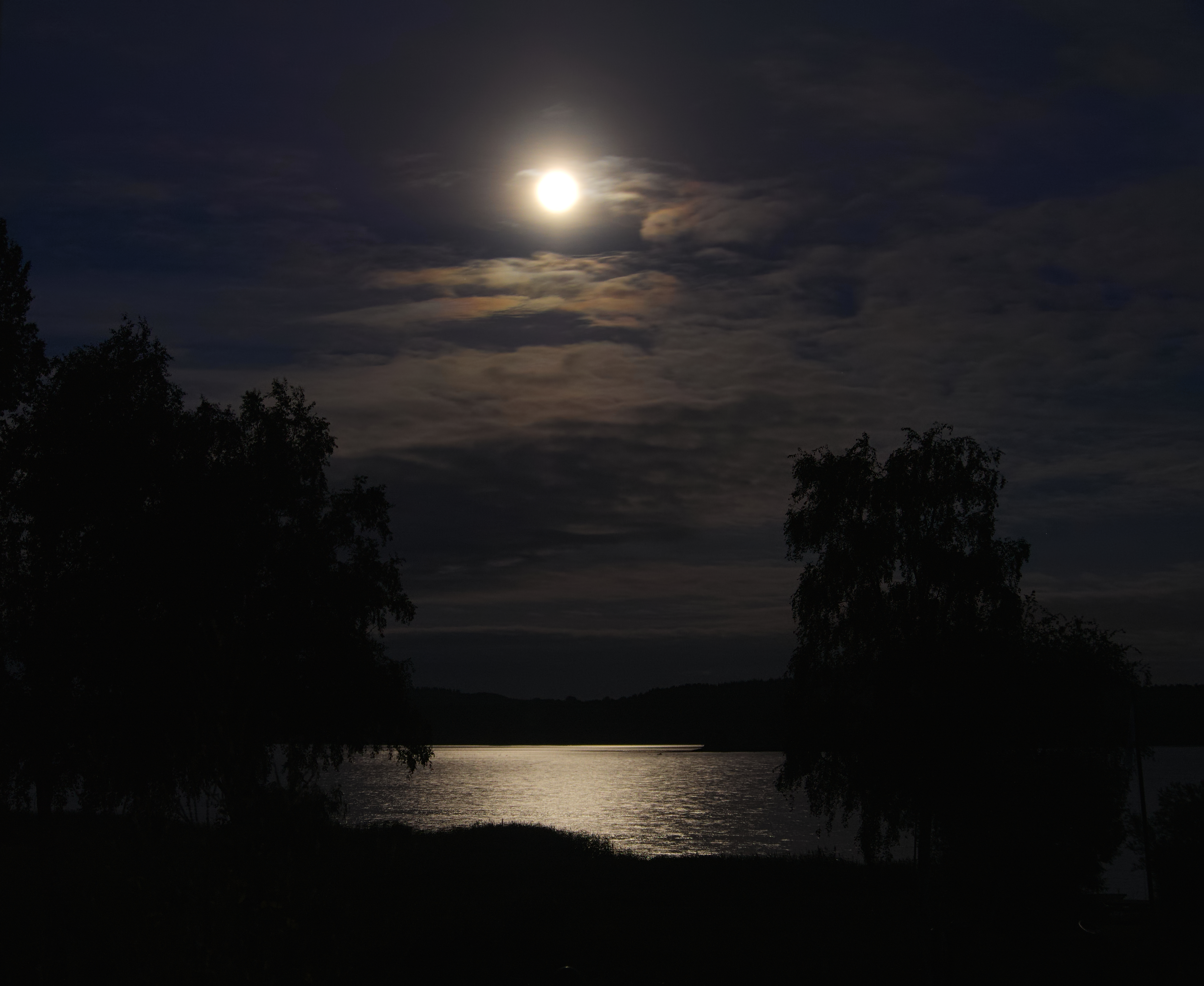
Notte di luna piena.

Tali associazioni sarebbero state ispirate dalla posizione della Luna astronomicamente antitetica al Sole durante il suo culmine, cioè alla mezzanotte quando è in Luna piena: emerge allora il perfetto dualismo di Luna e Sole, che si affievolisce invece quando la prima torna ad avvicinarsi al secondo. La perfezione di quella contrapposizione astronomica vede paradossalmente la Luna dominare nel mondo manifesto, ed il Sole invece esercitare il proprio influsso migliore in quello infero-invisibile, testimoniato anche dal significato alchemico del sol niger.
Per questo nelle religioni antiche come la babilonese e quelle prevalenti nel Mediterraneo (salvo che nella mitologia egizia) alla Luna era generalmente riservato un culto supremo ed egemone rispetto al Sole.
Se in origine la divinità che la rappresentava era maschile, come il babilonese Sin (oltre al romano Lunus), molte erano femminili.

### Simbolismo delle fasi lunari
La Luna poteva inoltre rappresentare tre aspetti diversi della stessa Dea, in relazione alle sue fasi, enumerate in tre (anziché quattro): quello di una giovane o della primavera, dopo la luna nuova; quello di una donna matura o dell'estate, corrispondente alla luna piena; e di una vecchia megera o befana, corrispondente all'autunno-inverno ed alla luna calante.

I colori associati alle tre fasi della Luna: bianco per quello crescente, rosso per il plenilunio, nero per la Luna morente.

- In Grecia la Luna piena si chiamava Selene, figlia della titanessa Theia e sorella di Elios, dio del Sole, col quale essa giaceva di notte per 25 giorni consecutivi, mentre i 3 del novilunio li trascorreva in compagnia di un giovinetto, di nome Endimione, durante i quali si rendeva invisibile.[22]

Presso i Frigi si chiamava Men, che significa «misura», da cui deriva il termine latino mensis, «mese», essendo il calendario romano basato originariamente sui mesi lunari. Associata alla luna piena era anche Leda, la prima ninfa, e Nemesi, figlia della Notte, che si era trasformata in un'oca per sfuggire alle lusinghe di Zeus. Costui si trasformò allora in un cigno per unirsi a lei: entrambi i pennuti sembrano rimandare tuttavia ad un unico uccello androgino, da cui nasce il mondo in forma di Uovo primordiale, immagine della Luna stessa ricorrente in tutte le mitologie arcaiche.
- La Luna nera era invece denominata Ecate, associata all'oscurità, al simbolismo della caverna, dell'utero cosmico e della morte in cui veniva risucchiata la vita per poi rinascere. Secondo il racconto di Esiodo,[24] essa era anticamente onorata da Zeus, padre degli Dèi, al punto da partecipare al suo governo universale su terra, mari e cielo, prima di venire a lui sottomessa.[11]

Ecate divenne così una divinità ctonia, connessa col mondo delle ombre, della stregoneria e degli incantesimi, e apparendo nelle sembianze di animali come la giumenta, la cagna o la lupa, oppure come dea tricefala. Era ad esempio invocata da Medea, e da Circe.
- Vi era infine la Luna crescente che risorgendo dagli inferi veniva chiamata Artemide: sorella di Apollo, che essa aveva aiutato a far nascere, era perciò protettrice delle partorienti, della fecondità, dei neonati e dei cuccioli, pur essendo al contempo Vergine, secondo l'ambivalenza tipica delle figure della Grande Madre.[11]

Il suo arco da cacciatrice, che rimandava alla falce di Luna, alludeva infatti alla fase «selvaggia» della vita delle giovani ragazze fino al matrimonio, i cui progressivi momenti di sviluppo erano personificati dal crescere della Luna fino allo splendore della sua pienezza. Una divinità corrispondente nell'antica Roma era Diana, sebbene costei anticamente fosse di origine silvestre, la cui etimologia dius rimanda alla luce boschiva del giorno (dalla radice di dies) e solo in seguito venisse identificata con la Luna, a cui fu dedicato un santuario ad Ariccia.

### Cosmologia esoterica

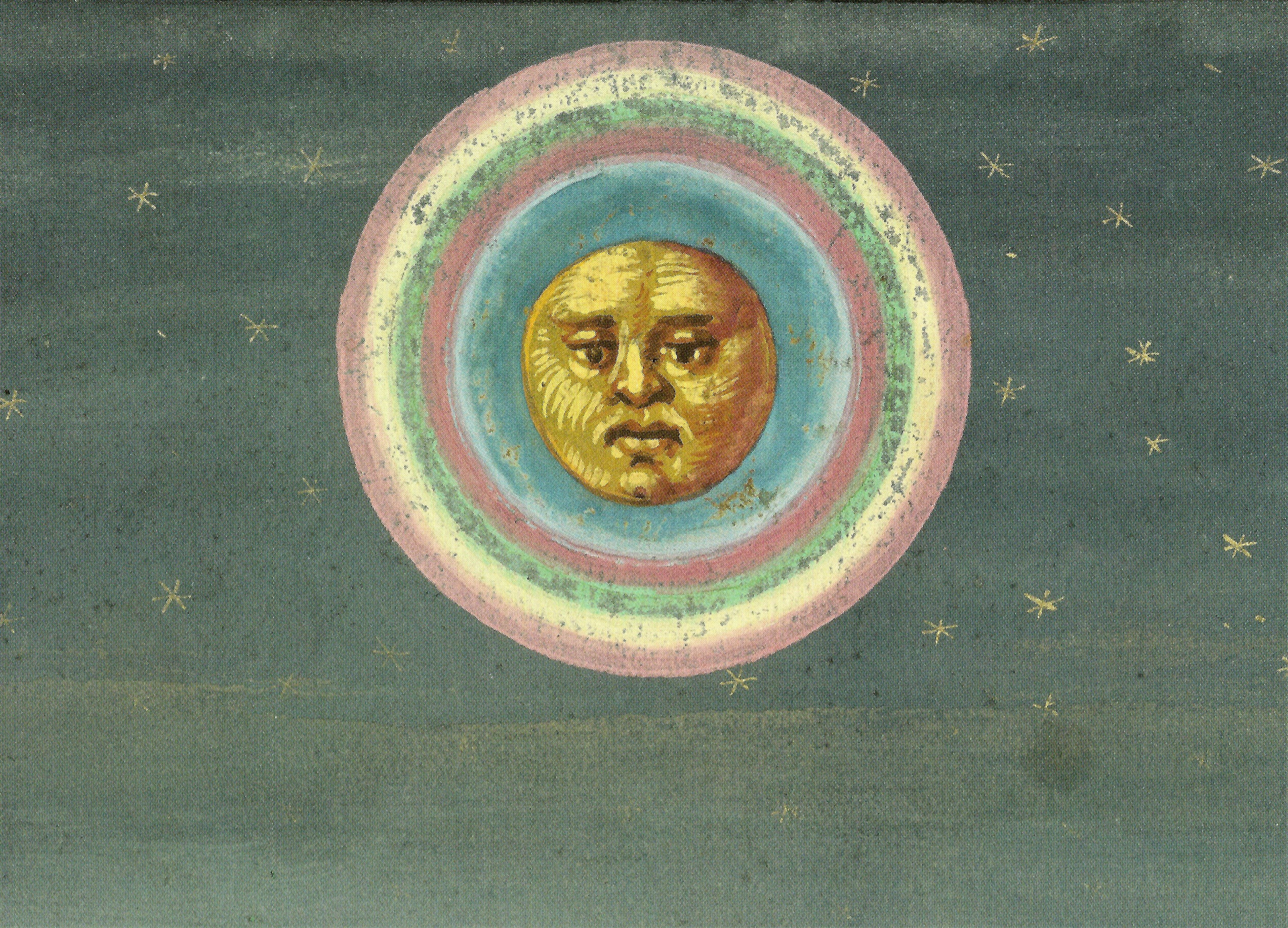
La Luna con la sua aureola, miniatura dal Libro dei miracoli (Augusta, XVI sec.)

Al di là degli aspetti mitologici, che furono progressivamente tralasciati, la Luna assunse un ruolo peculiare in seno alle cosmogonie antiche che prevedevano una sostanziale tripartizione dell'essere umano in tre strati o dimensioni; soprattutto nel dialogo di Plutarco De facie quae in orbe Lunae apparet, la Luna era considerata portatrice dell'anima, sede delle emozioni e dei sentimenti, mentre il Sole forniva l'intelletto e la Terra il corpo. In tal modo la Luna, con l'anima che le era associata, si trovava a svolgere un ruolo mediano, di ricombinazione, mescolanza ed eterogeneità tra la vita solare proveniente dall'alto e la caducità mortale terrestre dal basso, in cui si ritrova la capacità ambigua della Grande Madre di donare vita, morte, e rinascita.
Analogamente Macrobio, superando il dualismo platonico di anima e corpo, nel suo commento al Somnium Scipionis di Cicerone, assegnava alla Luna una posizione di confine tra la dimensione della vita perenne, brulicante nella sfera immobile delle stelle fisse, e la fredezza mortale proveniente dal mondo sublunare: al di sotto dell'orbita (o cielo) della Luna iniziava cioè il regno della caducità e della temporalità.

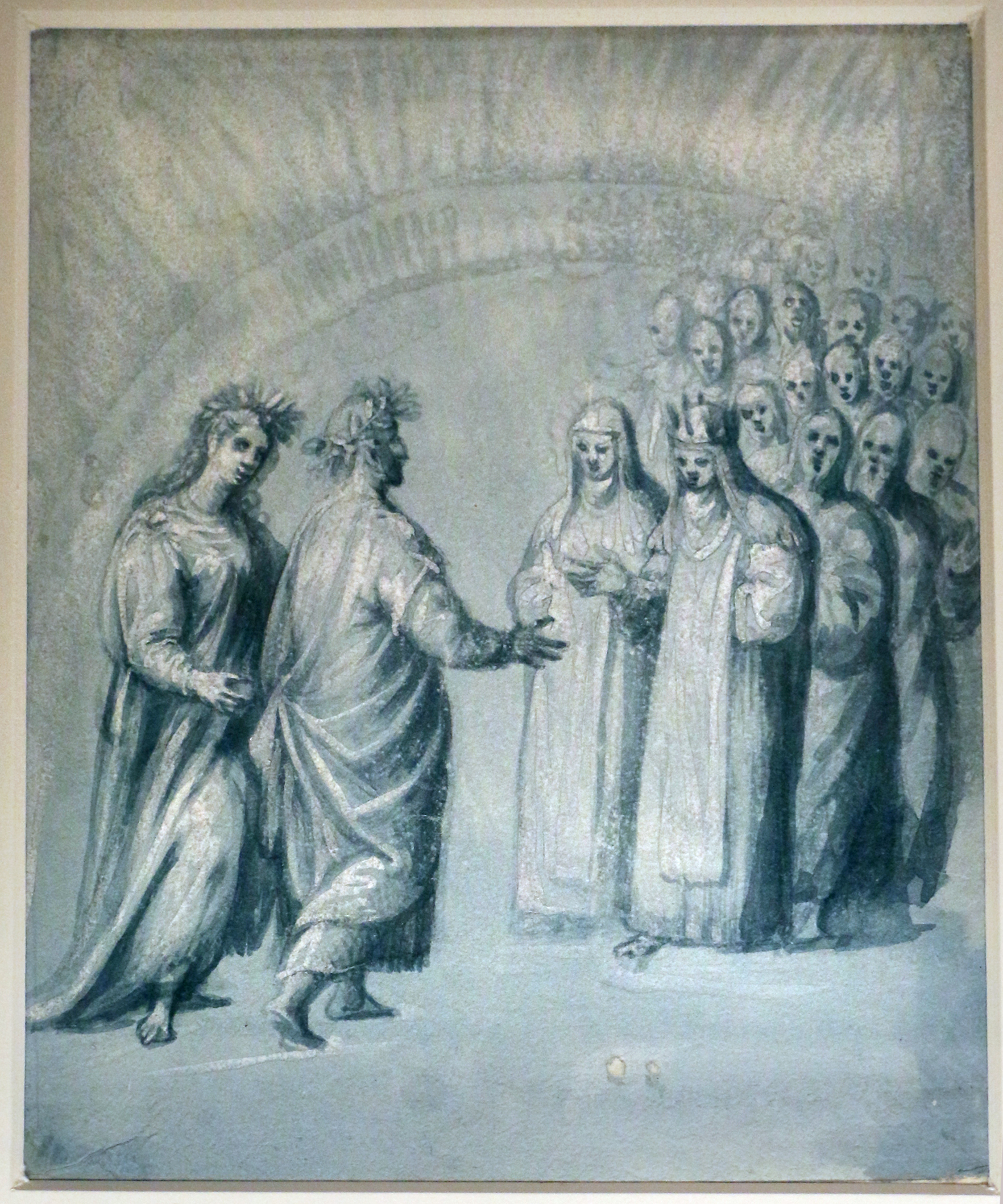
Dante e Beatrice si rivolgono a Piccarda e Costanza di Sicilia nel Cielo della Luna.

La dimensione della contaminazione poteva anche riguardare le sette sfere planetarie nel loro complesso, che andavano così distinte dalla purezza superiore del resto del cielo, sede dei Campi Elisi; l'uomo era visto come un frammento dell'anima cosmica che, generata dalla Mente universale (noûs), generava a sua volta il mondo, al quale veniva sospinta a causa di una brama nascosta. Scendendo dalle altezze cosmiche si rivestiva di una materia astrale rarefatta che diveniva sempre più densa e pesante man mano che attraversava le orbite dei pianeti, a partire da Saturno, poi per Giove, Marte, Sole, Venere, Mercurio, fino alla sfera d'influenza della Luna, detta «Terra eterea», dove l'anima riceveva la capacità di crescere e riprodurre i corpi, a cui dava attuazione sulla Terra fisica, dimora dei quattro elementi in forma tangibile.
In età cristiana, Dante colloca nel cielo della Luna gli spiriti «difettivi», coloro cioè che, secondo la credenza medievale, erano stati resi incostanti dall'influsso della Luna: la sfera di quest'ultima è quella nel Paradiso col grado più basso di beatitudine, oltre che sede del livello più semplice degli Angeli. Tra le sette arti liberali Dante nel Convivio la paragona  alla grammatica per la sua luminosità discontinua, come la validità provvisoria dei costrutti sintattici.
Nel Rinascimento Paracelso concepì l'essere umano come un macrocosmo in miniatura, associando tra i pianeti la Luna al cervello, per il suo influsso freddo e malsano sui pensieri riflessi (contrapposti al pensare vivo del cuore-Sole).
Tale associazione è stata ribadita nella medicina antroposofica, in cui ritorna anche il legame della Luna con la funzione della riproduzione, in particolare con gli organi genitali a livello eterico (corrispondenti al chakra della radice).

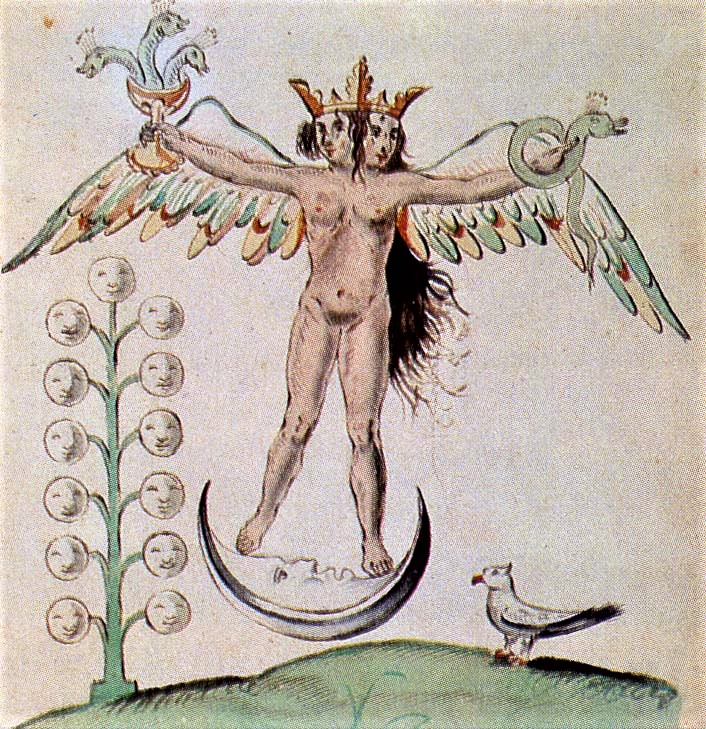
Il Rebis androgino (dal Rosarium philosophorum), con i piedi poggianti sulla Luna, a evidenziarne la forza ermafrodita.

Secondo la cosmologia di Steiner, la Luna anticamente costituiva un corpo unico con la Terra, dalla quale dovette però separarsi in quanto portatrice di influssi solidificanti e fossilizzanti, che avrebbero alla lunga congelato e immobilizzato lo sviluppo dell'evoluzione umana. Conseguenza di questo evento cosmico fu la sperazione tra i sessi maschile e femminile, che introdusse nel mondo anche i fenomeni del nascere e del morire. Lo spirito lunare conosciuto come Jahvè, nella sua contesa col rivale Lucifero, sottrasse infatti alla Terra la forza autofecondante (Kryashakti) con cui in quel lontano passato si riproduceva perpetuamente la specie umana lemurica, portandola sulla Luna, con la quale resta tuttora associata la capacità procreatrice.
La Luna attuale non è inoltre da confondere col termine «antica Luna» con cui Steiner indica invece una passata incarnazione (Manvantara) della Terra stessa.
Il ricongiungimento di maschile e femminile compresenti nell'essere umano si ritrova nelle dottrine induiste dello yoga, ad esempio quello sahaja di Mataji Nirmala, in cui la Luna è associata al sinistro dei tre canali nadi, legato alle emozioni, ai ricordi e al passato.

### Aspetti folcloristici
Tra le feste del folclore popolare, particolare rilievo assume quella del solstizio estivo in cui il Sole, nella sua massima potenza annuale, entra nel segno del Cancro, domicilio della Luna, pervenendo a nozze con quest'ultima. Tale ierogamia veniva sin da tempi antichissimi celebrata in corrispondenza della notte di San Giovanni: i fuochi accesi nell'occasione avevano sia la funzione di rito magico per sostenere il Sole prima del suo prossimo declino, sia per purificare e rinvigorire i campi; tutte le acque inoltre, di laghi, di fiumi o di rugiada, essendo governate dalla Luna ne ricevevano in questo periodo, ritenuto una sorta di nuovo inizio dell'anno, un influsso tipicamente fecondo, propizio e terapeutico. Nel processo di cristianizzazione esse servivano anche ad esorcizzare la credenza nel contemporaneo svolgimento dei sabba delle streghe riunite in onore di Diana, personificazione pagana della Luna.

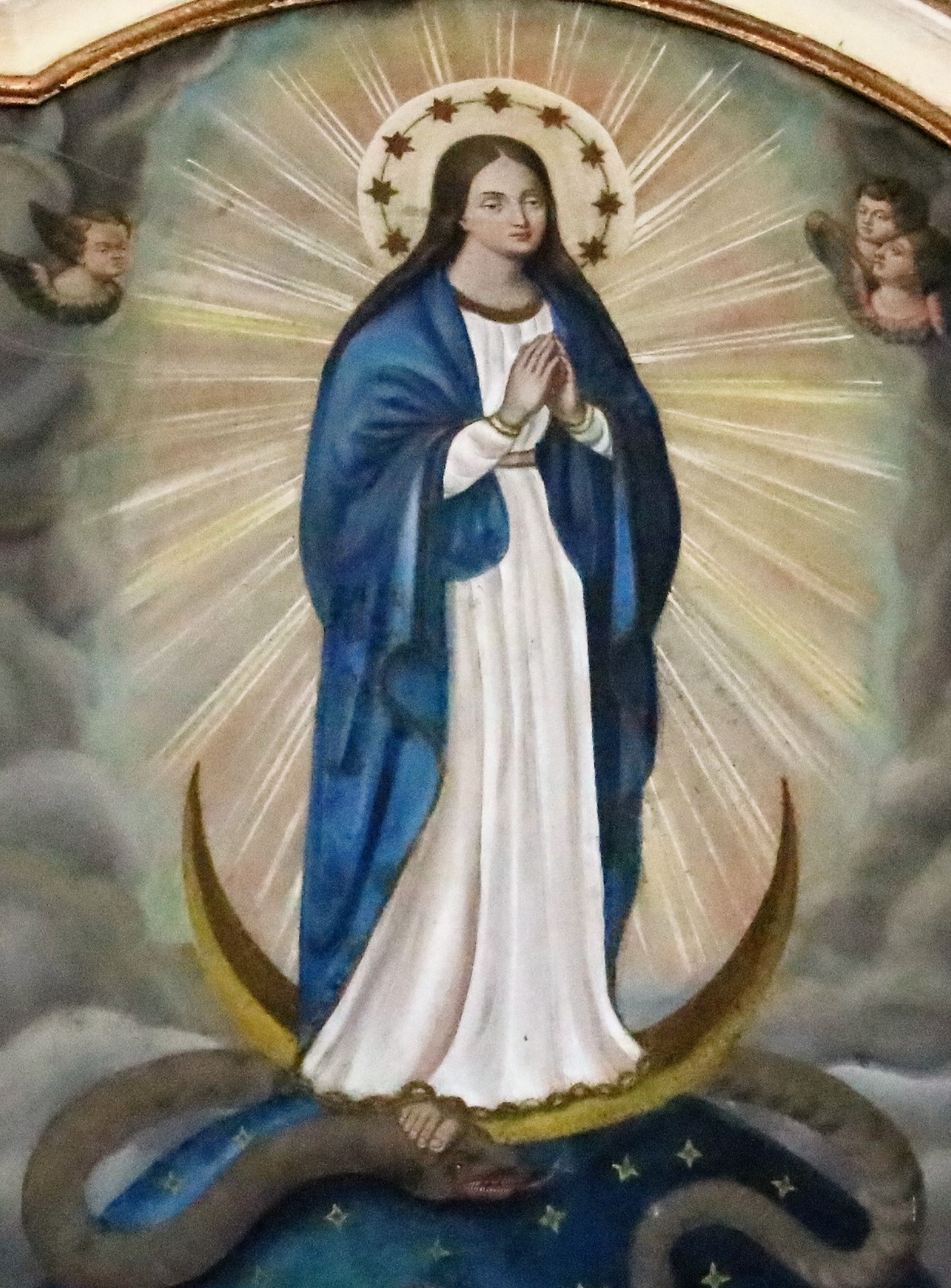
Ricorrente effigie di Maria che poggia i piedi su una falce lunare.

Tale relazione tra Sole e Luna ispirò nei padri della Chiesa l'immagine teologica del mysterium lunae, che identificava il primo con il Cristo illuminante, e la seconda con la Chiesa stessa, che brillava della Sua luce riflessa. Così ad esempio si esprimeva Origene:
(Origene Adamantio, Omelie sulla Genesi I, 7)
Oltre che emblema della Chiesa, la Luna divenne anche simbolo della Madonna, raffigurata significativamente sin nell'Apocalisse di Giovanni con la Luna sotto i piedi, essendo colei che aveva accolto nel suo grembo la venuta del Salvatore, in una congiunzione materna ed un matrimonio soprannaturale, come rileva Hugo Rahner, con cui la Terra stessa si disponeva a farsi redimere da Dio.
Nel Medioevo la discesa del Cristo-Sole nel calice della Luna diede luogo tra l'altro all'iconografia del sacro Graal.
La relazione col Sole la si ritrova nel simbolismo dell'argento, a cui gli alchimisti diedero storicamente lo stesso ideogramma della Luna, ed il cui valore rispetto all'oro (solare) fu determinato da significati astrali e religiosi, ossia in base al rapporto {\displaystyle 1:13},5, il medesimo che intercorre tra i giorni del moto di rivoluzione lunare attorno alla Terra (27) e quelli dell'orbita solare (365).

## La Luna nei segni
La posizione della Luna influenza l'inconscio e l'emotività profonda dell'individuo, qualunque sia la posizione del Sole nel suo tema natale. Questo significa che il segno di nascita (in cui si trova appunto il Sole) non esaurisce la gamma delle possibili caratteristiche emotive ed istintive della persona, per descrivere le quali occorre anche valutare la posizione della Luna.
L'influenza di quest'ultima è comunque nascosta e difficile da individuare, per cui spesso non comporta grandi modificazioni evidenti nel carattere e nel comportamento generale di un individuo, ma può comunque evidenziare o attenuare leggermente il temperamento del Sole di nascita.
| Segno      | Caratteristiche | Personaggi famosi nati con la luna nel segno |
| ---------- | --- | --- |
| Ariete     | In questo segno la Luna è emotiva, molto vivace e combattiva. La personalità è dominata dall'azione. Per un uomo può segnalare l'incontro con una donna virile, oppure una forte influenza della madre. Per una donna può significare una mascolinizzazione del carattere, lo spirito e il comportamento sono indipendenti. Questa posizione conferisce coraggio, idee personali, capacità di amare, iniziativa, ma non è troppo favorevole alla vita familiare Se afflitta: Instabilità: errori dovuti al carattere polemico, cambiamenti costanti. | Marlon Brando, nato il 3 aprile 1924, Sole in Ariete Pamela Anderson, nata il 1º luglio 1967, Sole in Cancro Luciano Pavarotti, nato il 12 ottobre 1935, Sole in Bilancia Al Capone, nato il 18 gennaio 1899, Sole in Capricorno          |
| Toro       | Propensione per la vita famigliare, la quale si rivelerà stabile. Il temperamento è conservatore, un po' pigro. È indice di patrimoni immobiliari o di acquisto di stabili. Può indicare successi artistici (canto o pittura). Carattere deciso e fiducioso. Il pubblico (la Luna) può essere un tramite per la ricchezza. Se afflitta: Eccessiva fiducia, o perdite finanziarie. | Karl Marx, nato il 5 maggio 1818, Sole in Toro Carl Gustav Jung, nato il 26 luglio 1875, Sole in Leone Demi Moore, nata l'11 novembre 1962, Sole in Scorpione Ronald Reagan, nato il 6 febbraio 1911, Sole in Aquario                     |
| Gemelli    | Carattere irrequieto, amore per i viaggi che si traduce in professioni come il giornalismo, rappresentanze, diffusioni, pubblicità. Spirito curioso e indagatore. Attività di contatto col pubblico. Immaginazione brillante. Se afflitta: Indecisione, instabilità, vita familiare movimentata, dispersività. Le doti mentali vengono sprecate. | Kylie Minogue, nata il 28 maggio 1968, Sole in Gemelli Vanna Marchi, nata il 2 settembre 1942, Sole in Vergine Karl Benz, nato il 25 novembre 1844, Sole in Sagittario Umberto Tozzi, nato il 4 marzo 1952, Sole in Pesci                 |
| Cancro     | Spiccata femminilità o attrazione verso l'universo femminile. Il nativo sarà particolarmente influenzato dall'ambiente, dalla famiglia, dall'opinione pubblica. Sarà attratto dalla storia e dal passato. Dal punto di vista psicologico la configurazione conferisce un carattere indolente: socievolezza solo in una cerchia familiare. Se la Luna è in buon aspetto con Giove, secondo maestro del segno, gli agi e la popolarità non mancheranno. Se afflitta:pigrizia e lamentosità. | Charles Baudelaire, nato il 9 aprile 1821, Sole in Ariete Giacomo Puccini, nato il 22 dicembre 1858, Sole in Sagittario Harrison Ford, nato il 13 luglio 1942, Sole in Cancro Gwen Stefani, nata il 3 ottobre 1969, Sole in Bilancia      |
| Leone      | Questo soggetto può essere orgoglioso e volubile nelle sue emozioni. Ha sempre bisogno dell'apprezzamento degli altri e talvolta si crea grandi illusioni. In un Tema maschile può indicare rapporti con una donna dello spettacolo (teatro). Favori da parte del pubblico (la Luna) in una professione artistica. Prevalenza di prole femminile. Se afflitta: Scandalo a causa di una nascita. Vanità o vanagloria. Enfasi. Capricci finanziari. Vita sentimentale instabile. | Elisabetta II d'Inghilterra, nata il 21 aprile 1926, Sole in Toro Charlize Theron, nata il 7 agosto 1975, Sole in Leone Julia Roberts, nata il 28 ottobre 1967, Sole in Scorpione Paris Hilton, nata il 17 febbraio 1981, Sole in Aquario |
| Vergine    | La fecondità è qui al servizio del lavoro dove ci possono essere frequenti cambiamenti. Molto creativi in senso pratico, questi individui sono spesso abili nei lavori manuali. Finiscono con l'essere troppo permalosi e pignoli e possono essere persino brontoloni, per lo più allo scopo di evitare in sé l'accumulo di energia. Si interessano in modo quasi maniacale alla salute all'igiene o alle diete. Ordinati e metodici, hanno un buon senso degli affari. Se afflitta: Può dare una moglie o una compagna sterile. Disturbi digestivi. Continui cambiamenti di impiego. Difficoltà con il pubblico.                                              | Natalie Portman, nata il 9 giugno 1981, Sole in Gemelli Sean Connery, nato il 25 agosto 1930, Sole in Vergine Keith Richards, nato il 18 dicembre 1943, Sole in Sagittario Alexander Graham Bell, nato il 3 marzo 1847, Sole in Pesci     |
| Bilancia   | Indice di popolarità, di ruolo sociale. Molto socievoli, questi soggetti amano stare in compagnia. Attribuiscono molta importanza al proprio aspetto e sono consapevoli delle grazie sociali. Spesso indecisi, preferiscono essere aiutati dagli altri. La pace l'armonia e la raffinatezza sono indispensabili per il loro benessere. Amano la musica e il movimento o sono artisti. Hanno di norma molto fascino, che sfruttano a loro vantaggio. Nelle relazioni possono essere talvolta donchisciotteschi. Se afflitta: Titubanze, irriflessività. Sensibilità estrema alle opinioni altrui. Il matrimonio può deludere o fallire.                         | Johann Sebastian Bach, nato il 21 marzo 1685, Sole in Ariete George W. Bush, nato il 6 luglio 1946, Sole in Cancro Arthur Rimbaud, nato il 20 ottobre 1854, Sole in Bilancia Dalida, nata il 17 gennaio 1933, Sole in Capricorno          |
| Scorpione  | Il pianeta è quasi sempre afflitto in questa posizione. Questo aspetto della Luna conferisce una carica di ardente sensualità. Le forti sensazioni possono dominare l'esistenza di questi soggetti che, quando vogliono qualche cosa, diventano ossessivi: è raro infatti che si sentano neutrali. Tuttavia capiterà loro di raggiungere lo scopo in maniera quasi magica. Attratti da tutto ciò che è misterioso, possono studiare l'occultismo. Segreti per natura incontrano difficoltà a parlare dei loro sentimenti e spesso possono apparire indifferenti. Se afflitta: rischio di vedovanza, carattere scorbutico e sferzante, volontà ostinata. Lutti. | William Shakespeare, nato il 26 aprile 1564, Sole in Toro Jennifer Lopez, nata il 24 luglio 1969, Sole in Leone Whoopi Goldberg, nata il 13 novembre 1955, Sole in Scorpione Robbie Williams, nato il 13 febbraio 1974, Sole in Aquario   |
| Sagittario | Riluttanti a occuparsi dei dettagli, questi soggetti tendono talvolta a strafare e commettono errori. Sognano molto e cercano di trasformare i loro sogni in realtà con terribile spreco di energia. Sono generalmente molto aperti e sinceri e possono rimanere abbindolati. La loro grande curiosità per il mondo può trasformarli in viaggiatori e si interessano sempre a persone straniere o di culture diverse. Se afflitta: difficoltà all'estero o nei rapporti con una persona straniera. Fallimento in un'attività di import-export. Impopolarità.                                                                                                   | Nicole Kidman, nata il 20 giugno 1967, Sole in Gemelli Freddie Mercury, nato il 5 settembre 1946, Sole in Vergine Jacques Chirac, nato il 29 novembre 1932, Sole in Sagittario Albert Einstein, nato il 14 marzo 1879, Sole in Pesci      |
| Capricorno | Il pianeta è sempre sfavorevole in questa posizione. Alle volte la famiglia è sacrificata all'ambizione. Aridità di sentimenti. Il pubblico aiuta l'ascesa del nativo: ottima posizione per la politica, che consente di mettersi alla guida di una comunità. Se afflitta: aridità di sentimenti, pessimismo, scarsa fiducia, egoismo. | Ayrton Senna, nato il 21 marzo 1960, Sole in Ariete Ernest Hemingway, nato il 21 luglio 1899, Sole in Cancro Sarah Jessica Parker, nata il 25 marzo 1965, Sole in Ariete Federico Fellini, nato il 20 gennaio 1920, Sole in Capricorno    |
| Aquario    | Indica un tipo di risposta agli stimoli emozionali amabile e cordiale, che tuttavia maschera un'accentuata freddezza interiore. Le emozioni e i sentimenti tendono a venire bloccati perché vengono troppo pensati piuttosto che agiti. Di solito intelligenti, sono attratti dalle ricerche mentali e i loro istinti umanitari permettono loro di trovare soluzioni pratiche ai problemi degli altri. Con questa Luna è possibile un divorzio o vita libera. Se afflitta: divorzio dei genitori. Mancanza di parola da parte del prossimo. | Uma Thurman, nata il 29 aprile 1970, Sole in Toro Sandra Bullock, nata il 26 luglio 1964, Sole in Leone Voltaire, nato il 21 novembre 1694, Sole in Scorpione François Truffaut, nato il 6 febbraio 1932, Sole in Aquario                 |
| Pesci      | È probabile che questo individuo, ricettivo e impressionabile, confonda le proprie sensazioni con quelle degli altri e abbia bisogno di imparare a distinguere tra la propria opinione e quella altrui. Di solito molto psichici possono incontrare difficoltà nell'incanalare questa energia. Spesso ignorano la pragmaticità in favore di un mondo di fantasia. Questa posizione inutile dirlo è molto favorevole per un artista o per un poeta. Può portare indolenza e rifiuto delle responsabilità ma anche molta sensibilità. Se afflitta: superficialità, pigrizia, doppia vita e nei casi peggiori alcolismo e droga.                                  | Françoise Sagan, nata il 21 giugno 1935, Sole in Gemelli Michael Jackson, nato il 29 agosto 1958, Sole in Vergine Maurice Ravel, nato il 7 marzo 1875, Sole in Pesci Isaac Newton, nato il 25 dicembre 1642, Sole in Capricorno           |

Il transito della Luna nei segni, oltre al suo aspetto con gli altri pianeti, è tenuto tradizionalmente in considerazione in ambito agricolo nelle fasi di coltivazione delle piante, in particolare nell'agricoltura biodinamica, che tiene conto però del suo passaggio davanti alle costellazioni dello zodiaco siderale anziché tropico.
Il calendario biodinamico, inoltre, si basa maggiormente sui periodi di Luna ascendente () e discendente () (da non confondere con quella crescente e decrescente), determinati dalla sua posizione al di sopra o al di sotto del percorso abituale del Sole.